# Jean Duprat
Jean Duprat (22. prosince 1750, Avignon – 31. října 1793, Paříž) byl francouzský obchodník s hedvábím, politik a revolucionář.

## Životopis
Jako poslanec za Avignon v Zákonodárném shromáždění byl podezírán z účasti na masakru v papežském paláci v říjnu 1791. Jeho bratr Jean Étienne Benoît Duprat, který vedl Národní gardu, tam sehrál velmi významnou roli po boku Mathieu Jouve Jourdana (známého jako Jourdan Coupe-Tête).
Dne 12. června 1792 byl zvolen starostou Avignonu těsně před znovusjednocením s Francií.
Dne 4. září 1792 byl zvolen poslancem za Bouches-du-Rhône do Národního konventu. Na jeho prvním zasedání 21. září hlasoval pro zrušení královské moci a vyhlášení republiky.
Během procesu s králem Ludvíkem XVI. hlasoval pro lidové hlasování, pro trest smrti a proti odkladu.
Dne 13. dubna 1793 hlasoval pro obžalobu Marata.
Dne 29. dubna 1793 odsoudil svého bratra jako „špatného otce, špatného přítele, špatného bratra“, stejně jako dva své kolegy.
Jean Duprat byl jedním z girondistických poslanců Konventu popravených 10. brumairu roku II (31. října 1793). Protože nebyl zařazen do první série zatčených girondistů, odvážně je bránil, ale následně se stal též obětí čistek. Byl zatčen 30. července, obžalován 3. října a dne 9. října odsouzen k trestu smrti.
Jeho starší bratr, Jean Étienne Benoît, plukovník národní gardy, poté generální pobočník armády Itálie, byl umírněnější. Poté, co se stal brigádním generálem, padl v bitvě u Wagramu (1809).